# Eddie Crook (hijo)
Edward "Eddie" Crook (hijo) (19 de abril de 1929-25 de julio de 2005) ganó una medalla de oro para los Estados Unidos como boxeador compañero de Muhammad Ali en la olimpiada de verano de 1960. Crook también fue miembro de la fraternidad Omega Psi Phi.

## Carrera amateur
Fuera de Detroit, Crook fue un medallista olímpico con medalla de oro de los Estados Unidos en las olimpiadas de Roma de 1960, de la clase de las 165 libras. Crook venció a Tadeusz Walasek de Polonia por la medalla de oro, decisión 3-2. Reportado como el único boxeador del ejército en ganar la medalla de oro olímpica. No tuvo carrera profesional.

## Vida después del boxeo
Después de ganar su medalla de oro, Crook sirvió dos veces en la guerra de Vietnam como sargento mayor de comando del ejército de los EE. UU. Recibió dos corazones púrpura, una estrella de plata, y una estrella de bronce y fue entrenador de boxeo en Fort Benning, Georgia. Crooks fue jugador de ataque de los Osos de Berlín, ganando todos los honores del ejército y nombrado como el "Jugador Más Valioso". Luego sirvió como Instructor del cuerpo de entrenamiento de oficiales de reserva (CEOR) en el estado de Alcorn de Misisipi.

## Muerte
Crook murió el 25 de julio de 2005 de causas naturales en Montgomery, Alabama a la edad de 76 años.